# Pyrrhia treitschkei
Pyrrhia treitschkei là một loài bướm đêm trong họ Noctuidae.